# Spilarctia strigatula
Spilarctia strigatula là một loài bướm đêm thuộc phân họ Arctiinae, họ Erebidae.